# Didymoglossum wallii
Didymoglossum wallii är en hinnbräkenväxtart som först beskrevs av Thwait., och fick sitt nu gällande namn av Edwin Bingham Copeland. Didymoglossum wallii ingår i släktet Didymoglossum och familjen Hymenophyllaceae. Inga underarter finns listade.